# Olifant de la chartreuse de Portes
L’olifant de la chartreuse de Portes est un olifant d'ivoire conservé au Cabinet des médailles de la Bibliothèque nationale de France. 

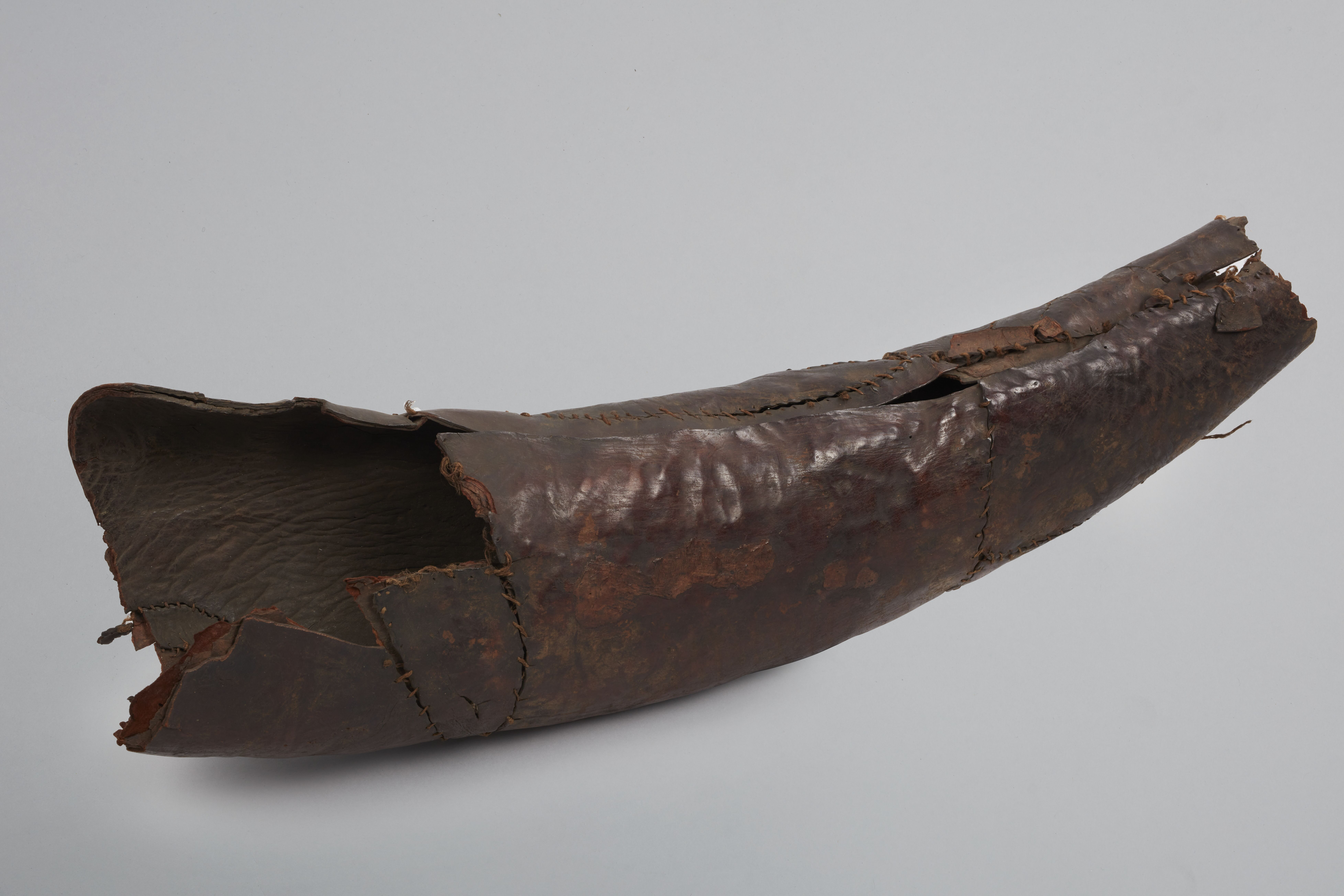
Etui de l'olifant de la Chartreuse de Portes.

Il a été fabriqué au XIe siècle en Italie du Sud, dans la région de Salerne ou dans celle d'Amalfi. Il aurait été retrouvé vers 1400 par des bergers sur le territoire actuel de la commune d'Ordonnaz (Ain), dans une grotte dite « La Balme à Roland » et déposé à la chartreuse de Portes. A la Révolution, les Chartreux confient l'olifant à Thomas Riboud, un érudit local qui avait étudié l'objet lors d'un séjour à la chartreuse en 1781 et le conserve jusqu'à sa mort en 1835. L'ivoire est alors racheté par le duc de Luynes, qui en fait don à la Bibliothèque nationale de France en 1862 avec une partie de sa collection d'antiques. 
Il est orné de motifs d'animaux fantastiques (sphynx, lion ailé) et réels (oiseaux, lion, cheval). 

## Images

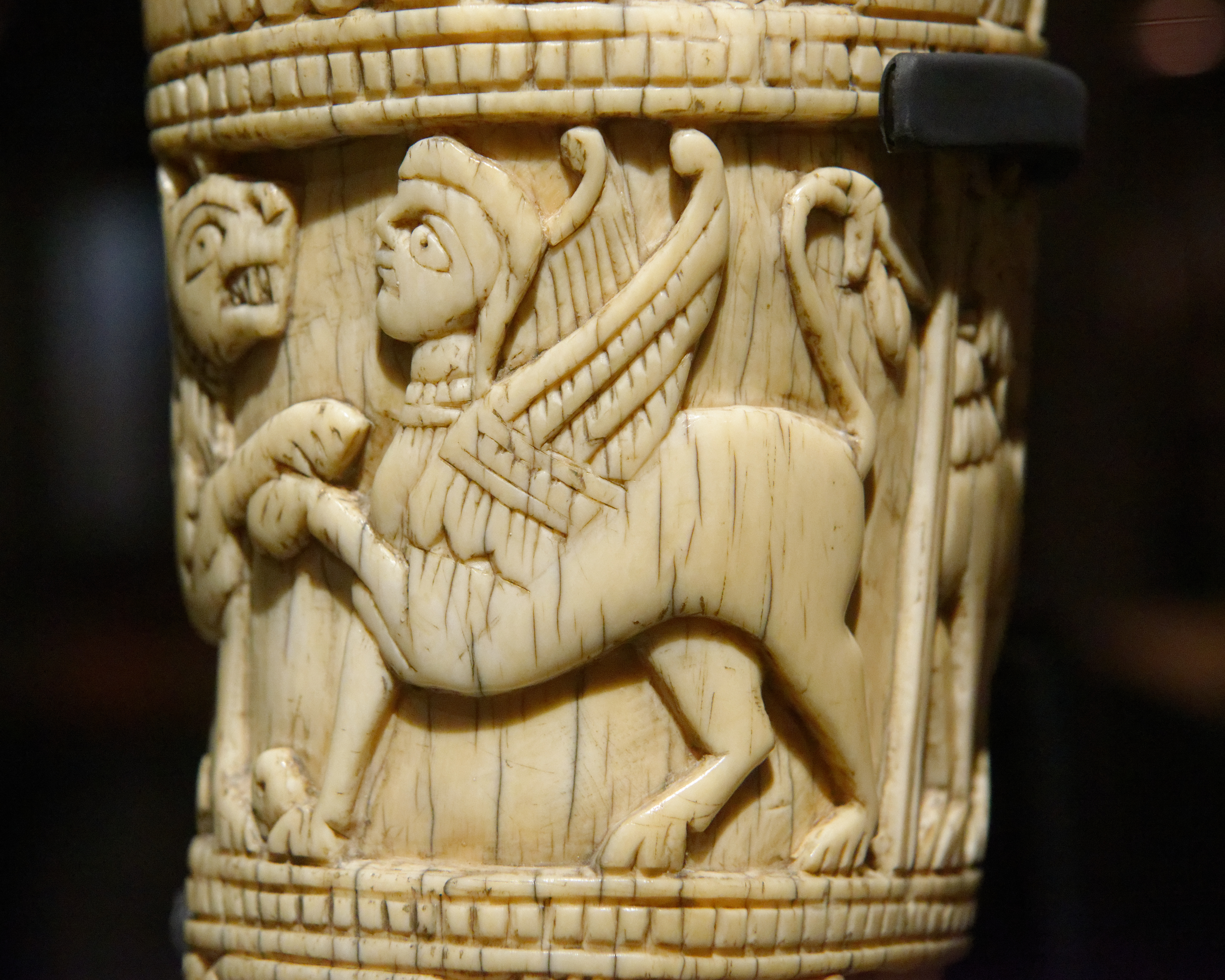
Détail : sphynx.
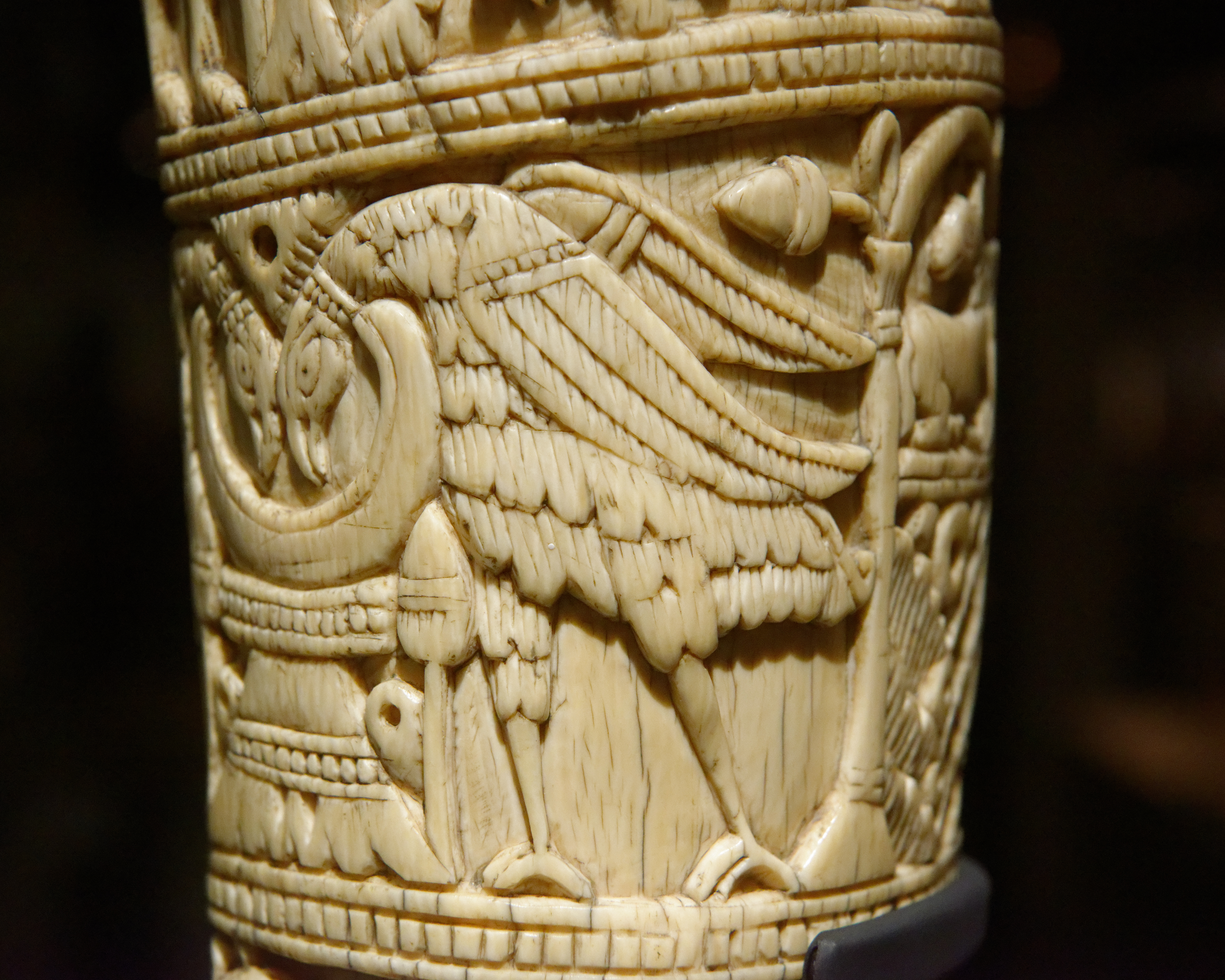
Détail : oiseau de proie.